# Irgasz Aszurow
Irgasz Aszurow (ros. Иргаш Ашуров, ur. 1917, zm. ?) – radziecki działacz partyjny i państwowy.

## Życiorys
Początkowo był kierownikiem klubu i nauczycielem niepełnej szkoły średniej, później wykładowcą szkoły pedagogicznej i kierownikiem sekcji w szkole średniej. Ukończył Fergański Instytut Pedagogiczny, do 1944 był zastępcą kierownika obwodowego oddziału edukacji narodowej, potem funkcjonariuszem Komsomołu, 1947-1950 pełnił funkcję I sekretarza Komitetu Obwodowego Komsomołu w Andiżanie. Od 1944 w WKP(b), 1950-1951 kierownik obwodowego oddziału edukacji narodowej w Andiżanie, 1951-1952 sekretarz Komitetu Obwodowego Komunistycznej Partii (bolszewików) Uzbekistanu w Andiżanie, 1952-1955 przewodniczący Komitetu Wykonawczego Andiżańskiej Rady Obwodowej. W 1955 kierownik Wydziału Organów Administracyjnych i Handlowo-Finansowych Komitetu Obwodowego KPU w Andiżanie, od 1955 do września 1961 I sekretarz Komitetu Miejskiego KPU w Andiżanie, od września 1961 do stycznia 1963 I sekretarz Komitetu Obwodowego KPU w Andiżanie, później zastępca przewodniczącego i przewodniczący Komitetu Wykonawczego Rady Obwodowej. Do 1974 zarządca obwodowego trustu "Kołchozstroj" w Andiżanie, później przewodniczący Państwowo-Kooperacyjnego Zjednoczenia Rady Ministrów Uzbeckiej SRR ds. budownictwa w kołchozach. Deputowany do Rady Najwyższej ZSRR 6 kadencji.